# Oceaan Data Acquisitie Systeem

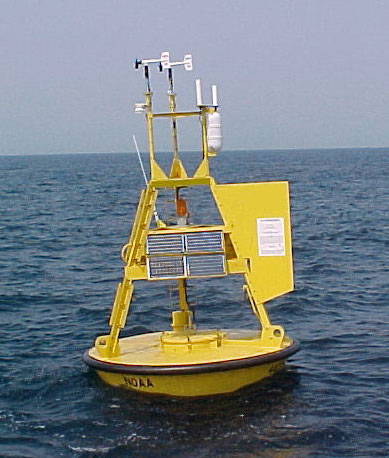
ODAS boei die in verbinding staat met een grondstation (hier: National Data Buoy Center)

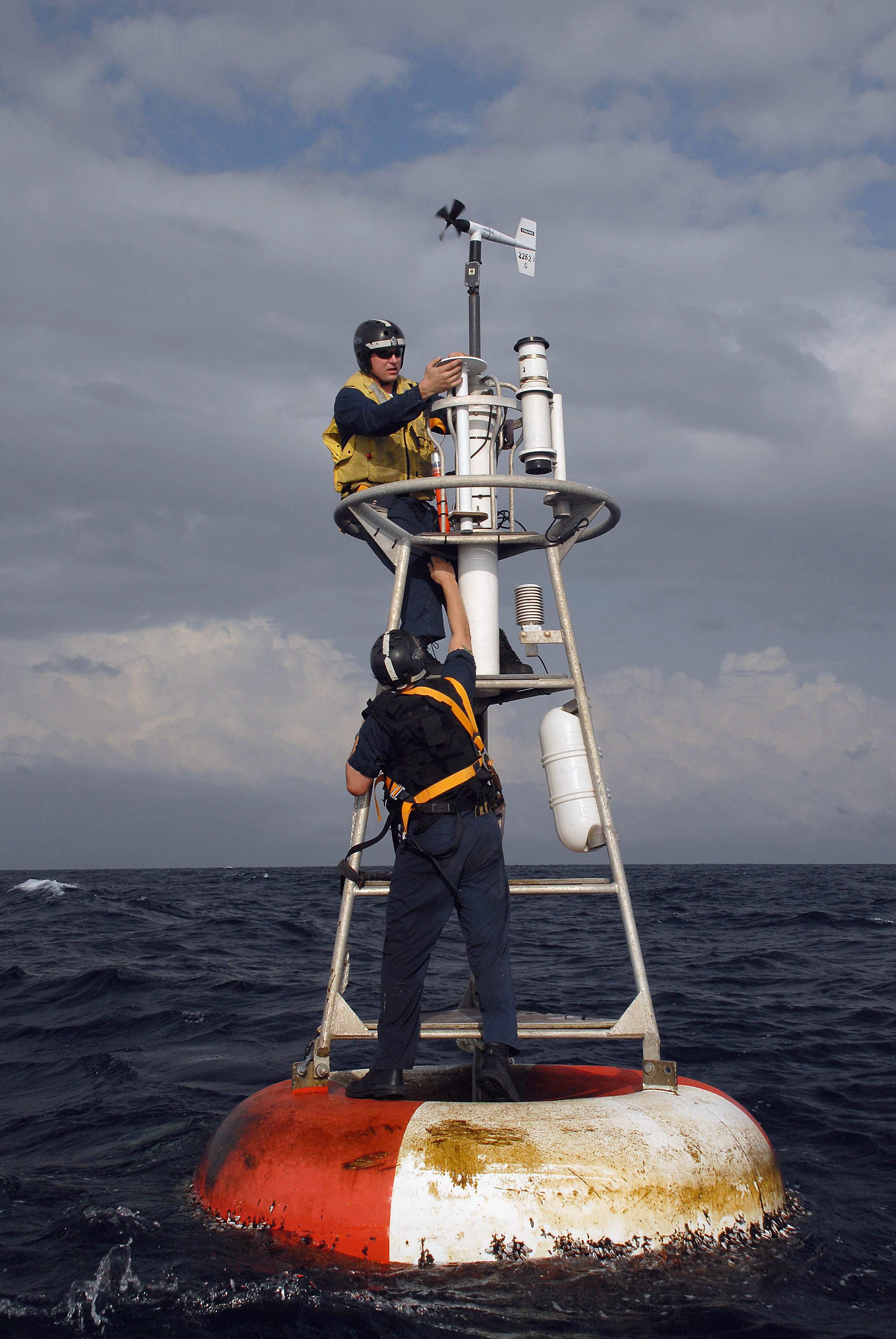

Het Ocean Data Acquisition System (ODAS) is een meetsysteem op zee dat data verzamelt over de oceaan en de omgevingslucht. Door de micro-elektronica en technieken voor efficiënter energieverbruik kan men steeds meer sensoren toevoegen aan het systeem.

## Definitie
"ODAS is een structuur, platform, installatie, boei of een ander voorwerp op zee, anders dan een schip, tezamen met bijhorende apparatuur, hoofdzakelijk ingezet op zee voor het verzamelen, opslaan en verzenden van stalen of gegevens betreffende het maritieme milieu, atmosfeer of toepassingen ervan."

## Werking
De door het systeem verzamelde data wordt elk uur door middel van een geostationaire satelliet naar een Global Telecommunications System van de World Meteorological Office gestuurd. Daarna worden de gegevens onderworpen aan verschillende kwaliteitscontroles. De real-time data met gegevens over de maritieme omgeving kan gebruikt worden voor het voorspellen van allerlei zaken zoals weer, stroming en golfpatronen. Indien nodig kan men dan berichten zenden aan zeevarenden omtrent de weersvoorspellingen of zeevarenden waarschuwen voor mogelijke onweders of stormen.

## Ontstaan
Op de nacht van 11 oktober 1984 diepte een depressie verder uit boven Vancouvereiland met als gevolg dat zeven schepen in de Noord-Pacifische Oceaan zonken. Omdat het Canadese Atmospheric Environment Service (AES) de weersverslechtering niet tijdig op voorhand kon voorspellen, was er dus behoefte aan een systeem waarbij men informatie vanaf zee ontving die atmosferische gegevens bevatte. Al gauw ontstond een gelijkaardig systeem met boeien vastgemaakt aan de zeebodem aan de westkust van Canada en dieper in zee. Dit werd later uitgebreid naar de oostkust van Canada en de Grote Meren.

## Types
ODAS kan op volgende structuren aangebracht worden:
- vuurtorens
- lichtschepen
- torens
- platformen op zee
- booreilanden
- boeien

Een ODAS-boei is niet bedoeld als navigatiehulpmiddel, maar is wel opgenomen in het IALA Maritiem Betonningsstelsel. De structuren hebben een vaste positie en bewegen dus niet ten opzichte van de grond. 

## Data
De data verzameld door een ODAS-boei omvat volgende informatie:
- luchttemperatuur
- luchtdruk op zeeniveau
- drukverloop
- windrichting
- windkracht (ook windvlagen)
- staat van de zee
- golfhoogte
- temperatuur van het zeeoppervlakte

## Nadelen
- voornamelijk bedoeld voor maken van prognoses, doordat de boeien ver van de kust liggen zijn de gegevens voor wetenschappers minder interessant
- de parameters zijn dus eerder alleen voor maritieme weervoorspelling
- er is geen data van de zuidelijke hemisfeer
- de boeien zijn duur en de plaatsing moet gedaan worden door gespecialiseerde schepen